# Abadia de Fulda
L'Abadia de Fulda - Abbatia Fuldensis (llatí); Reichskloster Fulda, Reichsabtei Fulda (alemany)- fou una important abadia benedictina a Fulda. Fundada en el segle viii, esdevingué un centre cultural molt important, amb un scriptorium notable que produí obres conservades i una important biblioteca. Nombrosos intel·lectuals carolingis reberen formació en aquesta abadia .El desenvolupament de l'abadia va donar lloc a la ciutat de Fulda i també a la creació de la Diòcesi de Fulda el 1752.

## Fundació
El 742 Bonifaci de Fulda va demanar al seu deixeble Sturmius de cercar un emplaçament per a un monestir. Sturmius va començar la construcció el 12 de març del 744 en les terres que serien oficialment cedides per Carloman el 747. Bonifaci va nomenar Sturmius com a primer abat del monestir (ho seria fins a 779) i el va posar sota la regla de Sant Benet. El mateix Sturmius va ser enviat a Itàlia per observar, a Montecassino, la vida sota les normes de la regla. L'abadia fou posada sota l'advocació del Salvador, però aviat va canviar el seu patronatge pel de Sant Bonifaci (patronatge ja esmentat des de 761).
Els monjos de Fulda practicaven molts oficis especialitzats, i molta producció es feia al monestir. La producció de manuscrits va augmentar la mida de la biblioteca de Fulda, mentre que els artesans qualificats van produir molts béns que farien del monestir un establiment econòmicament ric. A mesura que Fulda creixia, els membres del monestir es traslladarien de l'edifici principal i establirien pobles als territoris perifèrics per connectar amb membres que no fossin del monestir. S'establirien basant-se en el comerç i l'agricultura, tot i que romanien connectats al monestir. Junts, els monjos de Fulda crearien una biblioteca substancial, una producció econòmicament estable i un centre d'educació eficaç. El 774, Carloman va col·locar Fulda. sota el seu control directe per assegurar-ne l'èxit continuat. Fulda s'estava convertint en un important centre cultural per a l'Imperi carolingi, i Carloman esperava assegurar la salvació continuada de la seva població mitjançant l'activitat religiosa de Fulda.

## Desenvolupament
Bonifaci obtingué del papa Zacaries el privilegi (4 de novembre de 751) que posava l'abadia directament sota la jurisdicció del papa i no sota la dels bisbats; així n'assegurà l'autonomia. Carlemany protegí l'abadia i impulsà la creació d'una escola monàstica.
Quan Bonifaci fou assassinat el 754 a Dokkum, va ser soterrat a Fulda i això convertí l'abadia en un centre de peregrinació.
Raban Maur fou el cinquè abat de l'abadia, de 822 a 842, poc abans de ser elegit bisbe de Magúncia. La vinculació de Raban Maur amb l'abadia era anterior, ja que hi havia entrat, encara nen, com a oblat i n'havia estat director de l'escola monàstica. Sota la seva direcció, la biblioteca i el scriptorium es van convertir en uns dels més importants de l'Europa del seu temps.